# Aubusson (Creuse)
Aubusson /obyˈsɔ̃/ è un comune francese di 4 202 abitanti situato nel dipartimento della Creuse, sede di sottoprefettura. Fu nel XVI e XVII secolo uno dei massimi centri di produzione di arazzi (si veda Manifattura di Aubusson) che ancor oggi vengono talvolta esposti, in occasione di mostre, presso l'Hôtel de Ville della cittadina.

## Società

### Evoluzione demografica
Abitanti censiti

## Amministrazione

### Gemellaggi
- Eguisheim